# Exvot d'un boc iberoromà
Exvot d'un boc iberoromà és un exvot del segle ii aC trobat a Malpartida de Cáceres. És una figureta de bronze de 13,2 x 6 x 8,5cm que forma part de la col·lecció permanent de la Biblioteca Museu Víctor Balaguer, gràcies a una donació de Carmen Jalón Larragoiti el 1918.

## Descripció
Bronze de tradició indígena, elaborat amb tècnica primitiva però amb un alt grau de realisme. Representa un boc en postura altiva i està muntat sobre una placa del mateix metall que recull una inscripció llatina dedicada a la dea lusitana Adaegina Turibrigensis. Se'n pot ressaltar el detallisme en la representació de les potes i el llom crespat, imitant el pèl de l'animal. El cos el separa de l'esquematisme dels bronzes ibèrics clàssics i, juntament amb el traç irregular de la inscripció llatina, confirma la cronologia del segle ii aC. Aquesta peça va ser trobada a Malpartida de Cáceres, en el paratge natural de Los Barruecos, al lloc conegut com a Dehesa de la Zafrilla per un pagès a prop d'un camí que duia al poble d'Arroyo del Puerco (Cáceres) per Eduardo María Jalón Larragoiti, XIII marquès de Castrofuerte, i donada per la seva germana al Museu Balaguer de Vilanova i la Geltrú, el 1918, amb motiu de l'homenatge que s'hi va retre a la mort del marquès. Guarda la següent inscripció: <<D(eae) S(anctae) T(uribrigensi) Ad(aeginae) Victorin(us) ser(vus) C(ornelius) Severae A(nimo) L(ibens) V(otum) S(olvit)>>, és a dir: "A la dea santa Turibrigensi Adaeginae, Victorí, serf de Cornèlia Severa, complí de bona gana el vot que li va oferir. El Museo Arqueológico Nacional de Madrid guarda una altra cabreta, femella, de bronze, idèntica, trobada al mateix lloc, que també conté una inscripció dedicada a la mateixa dea, però amb el nom d'un altre oferent: DE. S. A. T. COCCEIVUS MODESTI  ANVS V. S., que es va traduir com: Consagrat a la dea Adaegina dels Turibrigensis. Cocel Modestià, en compliment d'un vot. Són les úniques inscripcions que es conserven dedicades a aquesta divinitat indígena de caràcter infernal, assimilada al culte de la dea Prosèrpina pels romans.